# Jacques Offenbach
Jacques Offenbach (20. června 1819, Kolín nad Rýnem, Německo – 5. října 1880, Paříž, Francie) byl francouzský skladatel německého původu, violoncellista, divadelní ředitel, autor cellových a orchestrálních skladeb, písní, a zejména více než stovky hudebně-dramatických děl. Mnoho z jeho prací zůstává i dnes v repertoáru světových hudebních divadel.
I přes svůj německý původ je Offenbach považován za skladatele ryze francouzského. A to nejen díky jazyku svých děl, ale zejména proto, že dokonale vstřebal francouzský esprit a konečně i vzhledem k jeho obrovské lásce k Paříži, kde prožil skoro celý svůj život a kde také zemřel. Offenbachovo dílo je tak dodnes neodmyslitelně spojeno právě s hlavním městem Francie.
Jacques Offenbach je dnes mnohdy nazýván tvůrcem operety, což je ovšem termín poněkud zavádějící, zejména s ohledem na charakter i hudební kvalitu Offenbachova díla. Není sporu o tom, že svým dílem předurčil další směřování hudebně-dramatického divadla a ovlivnil mnoho skladatelů, kteří pak vytvořili operetu tak, jak ji vnímáme dnes. Samotného Offenbacha je však potřeba vnímat spíše jako završitele jednoho ze stylů francouzské opéra comique.

## Život

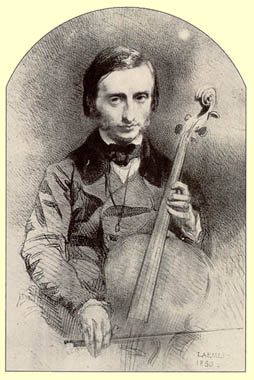
Mladý Offenbach, asi roku 1850

### Mládí
Narodil se v Kolíně nad Rýnem jako Jakub (Jacob) Eberst. Byl sedmým potomkem z deseti dětí Isaaca Juda Ebersta, židovského kantora, knihkupce, učitele hudby a hudebního skladatele, který ale později musel přijmout nové příjmení Offenbach, podle jména svého rodiště – Offenbachu nad Mohanem – v souladu s vyhláškou císaře Napoleona z 28. července 1808.
Mladý Jakub se začal v šesti letech učit na housle, ale daleko více jej přitahovalo violoncello, na které začal záhy tajně cvičit. I přes odmítavý postoj otce Isaaca si Jakub violoncello prosadil, a tak jej otec zapsal do hodin k jistému Alexandrovi, následně pak ke koncertnímu mistru Kolínského divadla Bernhardu Breuerovi. V té době začal Jakub veřejně vystupovat společně se svojí sestrou Isabelou (klavír) a bratrem Juliem (housle), což významně posílilo rodinný rozpočet.

### Studium v Paříži
V následujících letech dosáhla Jakubova virtuozita takového stupně, že otec učinil zásadní rozhodnutí, a sice že zapíše oba syny na pařížskou konzervatoř, protože v Německu takové školy ještě neexistovaly. V roce 1833 byl Jakub na pařížskou konzervatoř přijat navzdory počátečním námitkám jejího ředitele Luigi Cherubiniho (1760–1842), který odmítl nemálo uchazečů ze zahraničí.Pod číslem 1138 byl Jakub zapsán do violoncellové třídy a jeho učitelem se stal Olivier-Charles Vaslin. V Paříži začal používat francouzskou podobu svého jména Jacques.

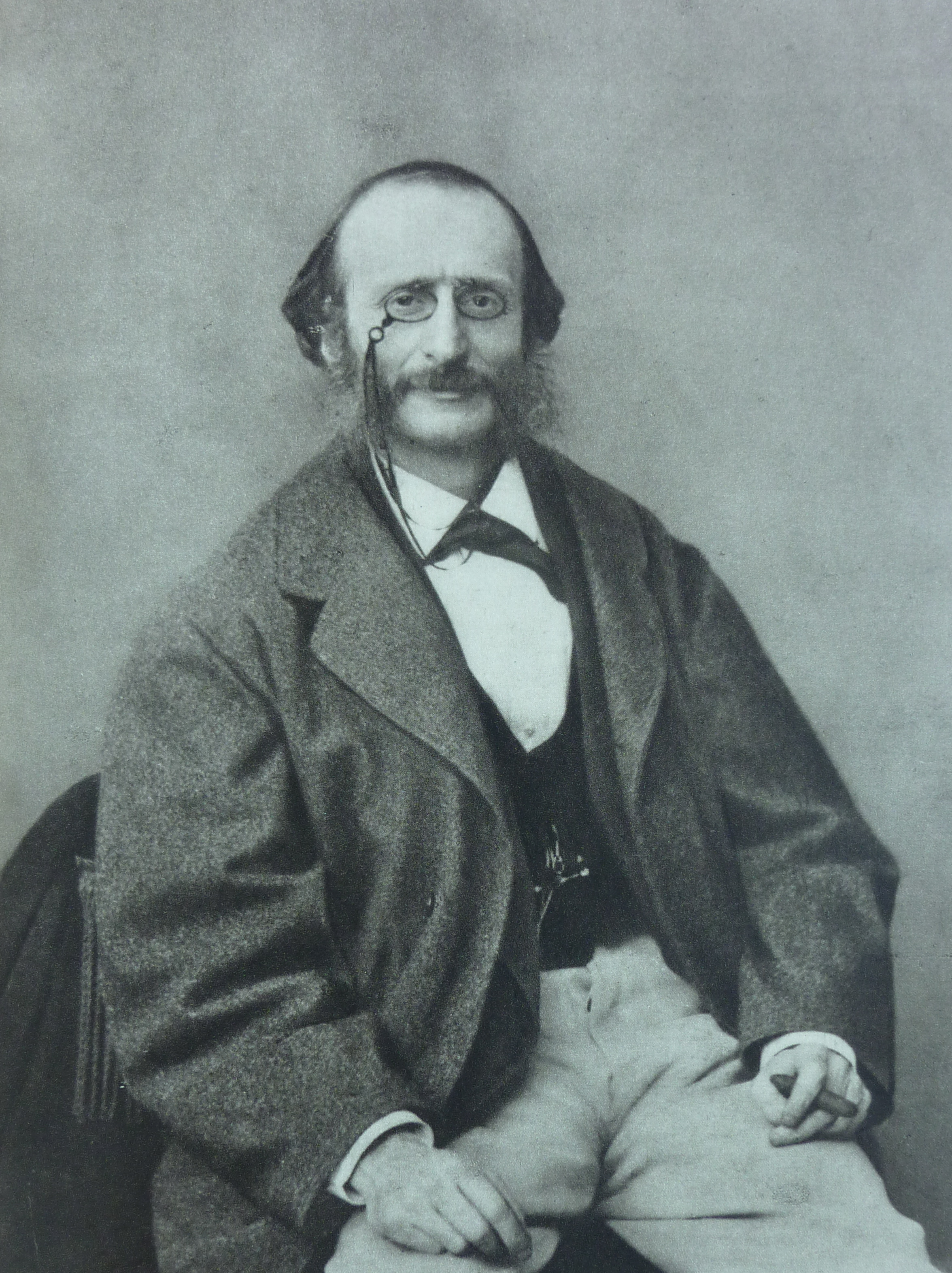
Jacques Offenbach, fotografie od Félixe Nadara

Mladému Offenbachovi ale akademické způsoby pařížské konzervatoře příliš nevyhovovaly a úmorné opakování pro něj nudných stupnic vydržel pouhý rok. Také jako cizinec nesměl být připuštěn k tradičnímu rozdílení cen. A tak odešel ze studií a přijal místo jako hráč na violoncello v Théâtre Royal de l'Opéra-Comique. Začal brát soukromé hodiny kompozice u Fromentala Halévyho a do povědomí veřejnosti se dostával i jako samostatný virtuos a skladatel. Jeho valčíky uváděl na koncertní pódium slavný Jean Antoine Julien ve své ještě slavnější Jardin Turc. V roce 1838 vystoupil Offenbach poprvé – společně se svým novým přítelem Friedrichem von Flotow – v salonu hraběnky de Vaux. Získával zkušenosti i vlivné známé. Koncertoval nejen v pařížských salonech, ale také v koncertních sálech a jeho jméno se stávalo stále známější.

### Manželství
V té době potkal svou pozdější manželku Herminii d’Alcain, dceru španělského generála. Kvůli ní Offenbach konvertoval a stal se katolíkem. Rovněž kvůli ní se vydal v roce 1844 na koncertní turné do Londýna. Tuto cestu zprostředkoval jeho budoucí tchán, nevlastní otec nevěsty John Mitchell. Budoucí ženich musel prokázat, že je v jeho silách finančně zabezpečit rodinu. Z Anglie si Offenbach přivezl nejen peníze, ale také úspěch a důležité kontakty, neboť vystupoval i před královskou rodinou. S manželkou žili společně třicet šest let, měli čtyři dcery a syna. Téměř celý jeho život je spojen s Paříží, v roce 1860 získal francouzské občanství a Řád Čestné legie. Byl velmi pilným skladatelem, jeho operety se hrály po celém světě a papá Offenbach, jak se mu říkalo, si velkoryse užíval své bohatství.

### Poslední léta

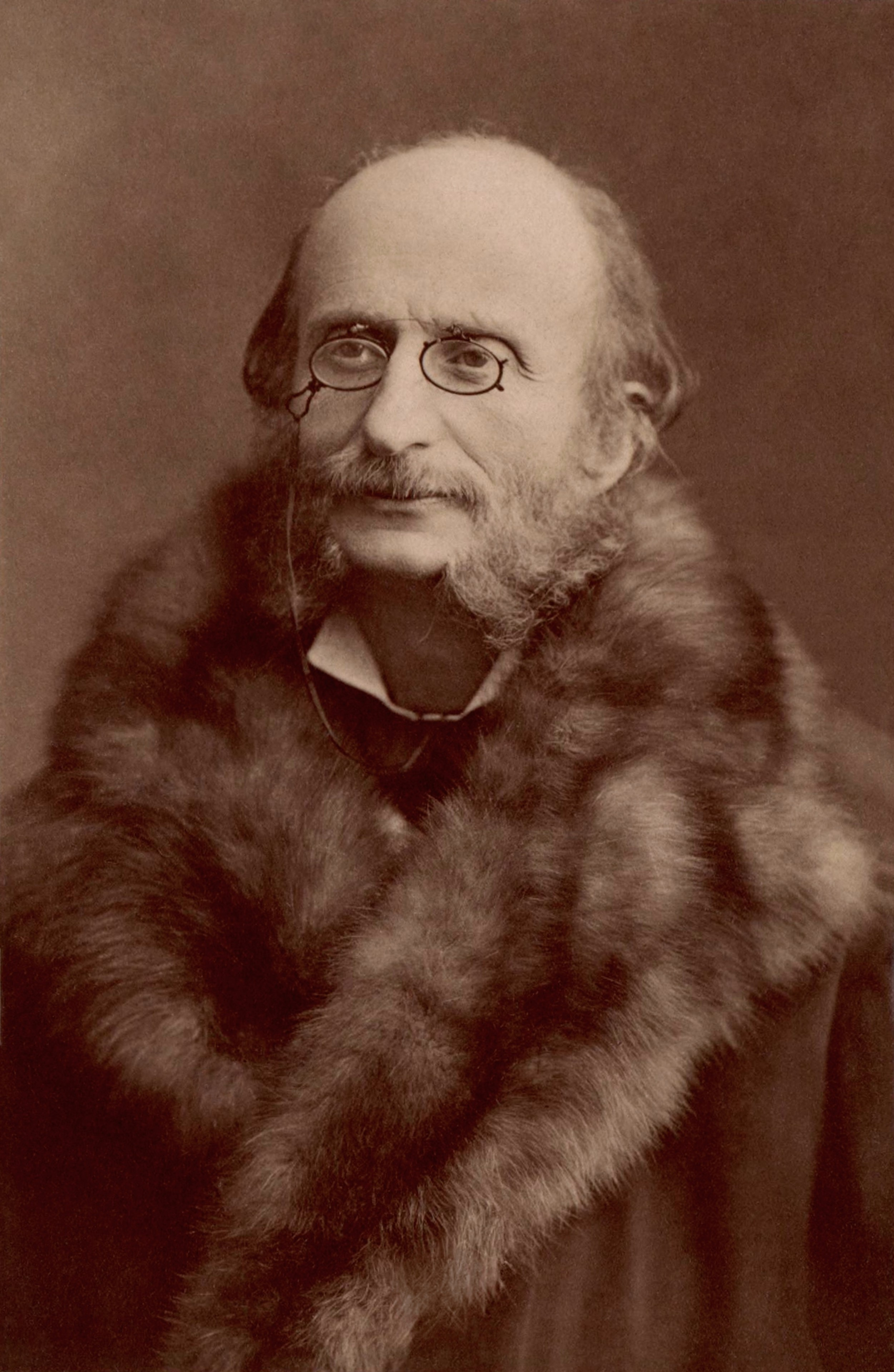
Jacques Offenbach

Během prusko–francouzské války se stal pro svůj německý původ předmětem útoků, byl označen za vlastizrádce. Cítil se ohrožen, určitý čas žil ve Vídni, rodinu poslal do Španělska. Po návratu do Paříže byl v letech 1871–1875 ředitelem divadla de la Gaité, ale kvůli hrozícímu krachu i zhoršujícímu se zdraví se této práce musel vzdát.
Poslední tři roky života věnoval práci na svém nejzásadnějším díle – Hoffmannových povídkách (Les Contes d'Hoffmann) na fantastické náměty podle německého básníka E. T. A. Hoffmanna. Toužil tuto svou jedinou velkou operu (grand opéra) ještě spatřit na jevišti. Bohužel mu to již nebylo přáno.
Jacques Offenbach zemřel na srdeční infarkt ráno 5. října 1880, čtyři měsíce před premiérou Hoffmannových povídek. Na své nejslavnější opeře pracoval do poslední chvíle. V okamžiku smrti ležela na jeho pracovním stolku partitura této opery, otevřená na poslední straně závěrečného aktu. Když přišel jeho starý druh Léonce (první Pluto z Orfea), uvítal jej Offenbachův majordomus se slovy: „Pan Offenbach v noci zemřel, aniž by si toho všiml…“ Léonce odpověděl: „Bude se divit, až to zjistí!“[zdroj?]
Slavný skladatel byl pohřben na hřbitově Cimetière de Montmartre v Paříži. Autorem Offenbachovy busty je Charles Garnier, architekt pařížské opery – Opéra Garnier.

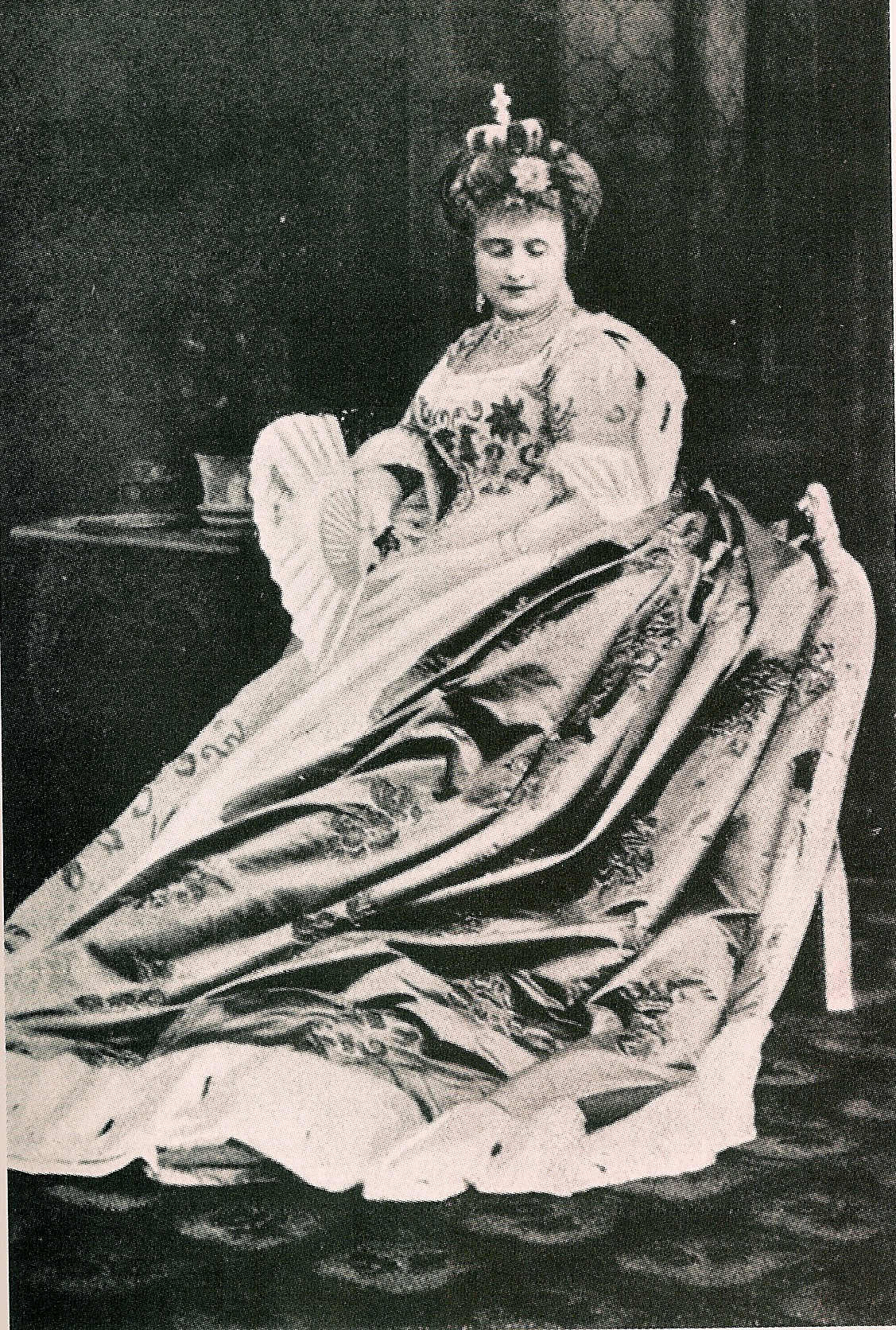
Francouzská sopranistka Hortense Schneider v titulní roli opéra-bouffe La Grande-duchesse de Gérolstein („Velkovévodkyně z Gerolsteinu“).

| „                         | Ani nevím jak mám poděkovat Bohu za to, že mi nadělil tolik radosti a hudby… | “ |
| — Jacques Offenbach, 1863 |                                                                              |   |

## Hudební dráha a dílo

### Violoncellový virtuóz
Jacques Offenbach byl završitelem francouzské opéra comique, tedy směru, který se vyznačuje absencí zpívaných recitativů, jež jsou nahrazeny mluvenými dialogy. Offenbach se stal autorem více než 100 jevištních děl a stvořil také nespočet skladeb orchestrálních. Svoji první skladbu složil jako čtrnáctiletý ještě v rodném Kolíně nad Rýnem – bylo to Divertimento na švýcarské lidové písně s doprovodem smyčcového sexteta. Stěžejním nástrojem mladého Offenbacha bylo violoncello. Po opuštění konzervatoře nastoupil do orchestru Komické opery, kde setrval následující tři roky. Zde se také seznámil s tehdejší ikonou pařížského operního nebe – Fromentalem Halévym, který dával Offenbachovi soukromé hodiny kompozice.
Svou samostatnou kariéru pak mladý Jacques začal jako uznávaný cellový virtuos a pedagog. K tomuto účelu si sám zkomponoval výukový materiál, např. Cours méthodique de duos pour deux violoncelles op. 49–54. – cyklus skladeb pro vyučujícího a žáka, koncipovaný od nejjednodušších pasáží až po nejnáročnější. Cyklus, který svou propracovaností i rozsahem nemá ve violoncellové literatuře obdoby. Vynikající jsou rovněž skladby komponované pro samostatná vystoupení v tzv. „Salonech“, či na koncertních prknech, kdy mu byli partnery například César Franck, Friedrich von Flotow, ale také Franz Liszt či mladičký Anton Rubinstein. V této době se Offenbachovi dostalo přezdívky „Liszt violoncella“. Kompozice z tohoto období jsou i dnes v repertoáru mnohých violoncellistů, například Concerto militaire pour violoncelle et orchestre, Český tanec op. 28, Závody na saních, Dvě duše na nebesích, Jacquelininy slzy op. 76 či Velká španělská scéna op. 22, zakončená bravurním, ohnivým bolerem. Zároveň komponoval hudbu taneční, především valčíky, jako jsou Brunety a blondýnky, Zlatá řeka, anebo Krásné Američanky. Nemalou část svého kompozičního umění věnoval také tvorbě písňové – Šest bajek La Fontainových, Kdybych byla ptáčkem, Tajemné hlasy, dále tvorbě orchestrální – Předehra pro velký orchestr a konečně i hudebním žertům – Čínský pochod pro violoncello s doprovodem klavíru, nebo trianglu ad libitum, Oye! Oye! Ah! Ah! Psit! Psit! Achtum! Achtum! nebo vynikající Na dvorku, aneb zvířecí valčík. Známé jsou též Offenbachovy úpravy skladeb Franze Schuberta, jehož hudbu velice miloval.
Prvním jevištním dílem Offenbachovým se stal vaudeville Pascal a Chambord z roku 1839, který měl premiéru ve starém pařížském divadle Palais Royal. Na další zpěvoherní titul si Offenbach musel počkat dlouhých osm let. Jenže ani komická opera Přístěnek nejen neznamenala zásadní průlom, nýbrž se tehdy ani nedostala na divadelní prkna, stejně jako malý hudební žert Tajemný mnich z roku 1843. Neúnavný komponista je proto uvedl v koncertních sálech. V roce 1853 měly premiéru hned dvě jednoaktovky. V Herzově koncertním sále to byl Mathurinův poklad a v Théatre de Varieté Pépito. Opět se žádná senzace nekonala, ale obě dílka Offenbach znovu vzkřísil k životu o pár let později a prvně jmenované se dokonce stalo šlágrem sezóny 1857 pod názvem Zasnoubení při lucernách.

### Završitel francouzskéopéra comique

plakát k operetě Orfeus v podsvětí (1858)

Nyní již slavný violoncellový virtuos Jacques Offenbach však ze všeho nejvíc toužil po úspěchu na divadelních prknech. Uvedl sice několik hudebních hříček na koncertních pódiích, ale velká divadla před ním i nadále zavírala dveře. V roce 1849 se Offenbach stal kapelníkem ve slavné „Comédie Française“ (Théâtre Français). Během následujících pěti let zde zavedl mnoho revolučních novinek, které se ovšem nesetkaly s přílišným pochopením, zejména mezi členy divadelního orchestru. Vadila jim například i taková maličkost, že po nich kapelník Offenbach důsledně vyžadoval hrát přesně to, co stálo v partituře.
Ani kapelnická činnost Offenbacha zcela nenaplňovala, byť přitom mohl komponovat scénickou hudbu. Toužil ohromovat operní publikum. Důležitý impuls mu vzápětí dodal o šest let mladší Hervé. Otevřel si totiž vlastní divadlo a přijal Offenbachovu partituru k jednoaktové anthropophagie-musicale nazvané Ojajaje aneb Královna ostrovů (Oyayaye ou la Reine des Îles). Offenbach pak rovněž zatoužil po vlastním divadle. Vyburcoval veškeré své známé a 5. července 1855 se jeho sen stal skutečností. V Paříži právě probíhala Světová výstava a přímo naproti Výstavnímu paláci se nacházelo bývalé divadlo kouzelníka Lacaze. Byla to spíš dřevěná bouda nežli divadlo v pravém smyslu slova. V této budově, přejmenované na Théâtre des Bouffes-Parisiens, začal Offenbach uvádět své jednoaktové muzikální kratochvíle. Ten den sklidil obrovskou bouři nadšení obecenstva díky malé dvouaktovce nazvané Dva slepí. Tato určila další směr Offenbachova snažení, kterým se stal jemný až sžíravý vtip a parodie.
Po skončení Světové výstavy se divadlo přestěhovalo do větších prostor poblíž Boulevard des Italiens, do pasáže Choiseul. Offenbach byl však nadále svázán licenčním zákonem. Směl zde uvádět pouze jednoaktovky s maximálním počtem tří, později čtyř účinkujících. Teprve v roce 1858 dosáhl zrušení všech omezení a 21. října  mohl uvést své první velké dílo – operetu o dvou dějstvích Orfeus v podsvětí. Tehdy se Offenbachovi konečně otevřel celý svět. V roce 1862 odešel z ředitelského postu divadla Bouffes-Parisiens. Vlastní divadlo již nepotřeboval, neboť nyní se o jeho přízeň přeplácela všechna pařížská divadla. Offenbach prožíval svá nejlepší léta. Úspěch stíhal úspěch a zdálo se, že jeho panování na francouzské hudební scéně není ničím ohroženo. Spolupracoval také s vídeňskými divadelními scénami.
V dalších třech letech Offenbach v rychlém sledu vytvořil kolem dvaceti jednoaktovek. Jeho libretisté si dělali legraci ze všeho a ze všech. Skladatel pak obdržené texty ještě obohacoval o spoustu hudebních žertů. Parodoval současnou operu lyrickou, zvláště italskou, ale především si bral na mušku patos velké opery, která tu dobu, zvláště však v období druhého francouzského císařství slavila svůj zlatý věk. Offenbachovy partitury z té doby patří k nejzajímavějším. Nevytvořil si ještě svůj zcela osobitý styl, byl ve stádiu hledání a objevování. Nebyl ještě rutinérem a každé dílko bylo jiné a originální. Vynikají mezi nimi zejména „bretaňská legenda“ nazvaná Čarovné housle, „hudební číniáda“ (chinoisie musicale) Ba-ta-clan, „hudební bouffonerie“ Tromb-al-ca-zar a parodie na středověké legendy Croquefer či již výše zmíněná opéra-comique Zasnoubení při lucernách. Ale nejbláznivější jednoaktovkou tohoto období je jednoznačně Večerní vítr, aneb strašlivá hostina z roku 1857, která se odehrává mezi lidojedy. Zároveň je ovšem jednou z hudebně nejzajímavějších. Předehra evokuje mořskou bouři a je rozměru až symfonického. Dějové zvraty díla pak parodují všechny operní směry a dokazují, že pokud chce být autor dobrým parodistou, musí perfektně ovládat své řemeslo. Kdyby se totiž hudba (nejen) této bouffonerie vzala smrtelně vážně, pak nelze poznat, že se nacházíme v parodii, ale spíše v nějaké vysoce dramatické opeře plné italského belcanta.
Jako divadelní podnikatel se však neustále potýkal s finančními problémy, v roce 1858 mu hrozil krach. Před ním ho zachránil jeden z největších úspěchů Offenbachovy kariéry. Byla to – podle dnešního názvosloví – opereta Orfeus v podsvětí, kterou uvedl ve svém divadle 21. října 1858. Touto báječnou komedií bohů, plnou nesmrtelných melodií a závěrečným kankánem, se Jacques Offenbach stal jedním z nejznámějších skladatelů 19. století. V prosinci 1862 už měla opereta za sebou 400 repríz. Kvůli své sžíravé kritice vysoké společnosti mu ale také zajistila dlouhý zástup nepřátel, kteří ji označovali za skandální dílo.
Další takový úspěch se dostavil až po šesti letech. Byla jím opět parodie na antické téma, opéra-bouffe o třech aktech Krásná Helena (La belle Hélène). Než se tak stalo, uvedl Offenbach ve svém divadle nespočet jednoaktovek i celovečerních děl. Tříaktová Geneviéva z Brabantu, uvedená rok po Orfeovi, nepřinesla ale zdaleka takový úspěch, jaký Offenbach čekal. V následujícím roce 1860 se zařadil mezi odpůrce Richarda Wagnera, a to způsobem sobě vlastním. V rámci komponovaného večera Carnaval des revues uvedl skeč Hudebník budoucnosti. Hlavní postavou je zde právě sám Richard Wagner, který předvádí v nebi zesnulým veličinám (W. A. Mozart, C. M. von Weber, A. E. M. Grétry a Ch. W. Gluck) svoji „hudbu budoucnosti“, za což je nejprve od dotyčných inzultován a vzápětí z nebe vykázán. Richard Wagner neměl velký smysl pro humor a tuto parodii Offenbachovi nikdy neodpustil. Svého nenáviděného francouzského kolegu až do smrti nevybíravě častoval ve svých článcích. Ve stejném roce Offenbach vstoupil na scénu pařížské velké opery prostřednictvím tříaktového baletu Motýl, a to s poměrně slušným úspěchem. Ještě větší úspěch zaznamenala jednoaktová opéra comique Fortuniova píseň. Sám Giacomo Meyerbeer litoval, že nevzešla z jeho pera. Duchaplné pokračování Mussetovy komedie Svícen Pařížany okouzlilo, zejména díky ústřední melodii Si vouz croyez que je vais dire. Málokdo ale věděl, že ji Offenbach zkomponoval již v roce 1850 ještě jako kapelník v Théâtre Français právě do původní Mussetovy hry. O 19 let později pak tato melodie vyprovodila svého autora v kostele Saint Madelaine do hudebního nebe.
V dalších letech se Offenbach blýskl řadou vtipných jednoaktovek i celovečerních děl. V roce 1864 uvedl ve vídeňské Dvorní opeře svoji jedinou prokomponovanou opéra-lyrique Rýnské rusalky. Nesporně hudebně velmi vydařená opera skončila, díky nevhodnému libretu, naprostým fiaskem. Některé části z tohoto díla Offenbach vložil o mnoho let později do svých nesmrtelných Hoffmannových povídek, včetně slavné barkaroly. Neúnavný skladatel však z neúspěchu nemusel truchlit dlouho. Rok 1864 mu totiž přinesl další obrovský úspěch. Premiéru měla v Paříži již zmiňovaná tříaktová opéra-bouffe Krásná Helena. Poprvé se zde zformoval autorský tandem Offenbach-Meilhac-Halévy. Melodie z Heleny zněly po celé Paříži a dílo se rozletělo za slávou do celého světa. Dodnes patří mezi nejhranější autorovy kusy. Neuplynuly ani dva roky, a v únoru 1866 uvedl Offenbach se svými libretisty Henrim Meilhacem a Ludovicem Halévym další úspěšnou parodii, opéra-bouffe o třech aktech a pěti obrazech Modrovous. Následovala celá série vydařených děl této „svaté trojice“. Tituly Pařížský život (1866), Velkovévodkyně z Gerolsteinu (1867), Perikola (1868) a Bandité (1869) dodnes žijí na světových jevištích.
Jenže pak přišel nešťastný rok 1870 a s ním prusko-francouzská válka. Po jejím skončení nic nebylo jako dřív a Offenbachova tvorba jakoby ztratila živnou půdu. V nové Francii se s Offenbachem nepočítalo. Přátelé se od něj odvrátili a bylo mu vyčítáno, že svojí tvorbou podvracel morálku Francie. Dotáhl to až na „Bismarckova špiona“.Stále hůře se prosazoval na divadelní plakáty a tak si opět, stejně jako kdysi, pronajal divadlo. Jenže Offenbach nebyl dobrým obchodníkem a divadlo postupně dospělo ke krachu. Z čistě finančních důvodů proto podnikl v roce 1876 velké a úspěšné turné do Ameriky.
Ale i tak se v posledních letech jeho života objevilo několik výrazných úspěchů, byť ne všechny partitury tohoto období slouží autorovi ke cti. Hned první poválečné dílo z roku 1872, opéra-féerie Král Mrkev, kterou vytvořil spolu s významným dramatikem Victorienem Sardouem, měla fantastický úspěch. Oba původně nesourodí autoři zde našli společnou řeč a zároveň mezi nimi vzniklo velké přátelství. Když se Sardou rozhodl uvést na jeviště své velké pětiaktové drama Nenávist, Offenbach mu nabídl nejen svoji scénu (tehdy byl ředitelem Théâtre de la Gaîté), ale také svoji hudbu. Tato scénická hudba byla dlouhou dobu považována za ztracenou, ale v roce 2003 byla partitura objevena a v roce 2009 v rámci hudebního festivalu v Montpellieru s úspěchem uvedena (v hlavních rolích vystoupili Gérard Depardieu a Fanny Ardant). Bylo to velké překvapení, neboť Offenbachova hudba je vysoce dramatická a místy má až wágnerovské proporce.
Offenbachův život se pomalu uzavíral. Velký úspěch ještě zaznamenal s opéra-féerie Cesta na Měsíc, volně inspirovanou Julesem Vernem a se dvěma komickými operami Madame Favart a Dcera plukovního tambora. Dílo z nejslavnějších ovšem mělo teprve přijít. Řízením osudu se však Offenbach svého životního úspěchu nedožil. Čtyři měsíce po autorově smrti, 10. února 1881, uvedla pařížská Opéra Comique s obrovským úspěchem Hoffmannovy povídky (Les Contes d'Hoffmann). Dodnes patří toto Offenbachovo nejdůležitější dílo mezi nejhranější opery světa.

### Hudební odkaz

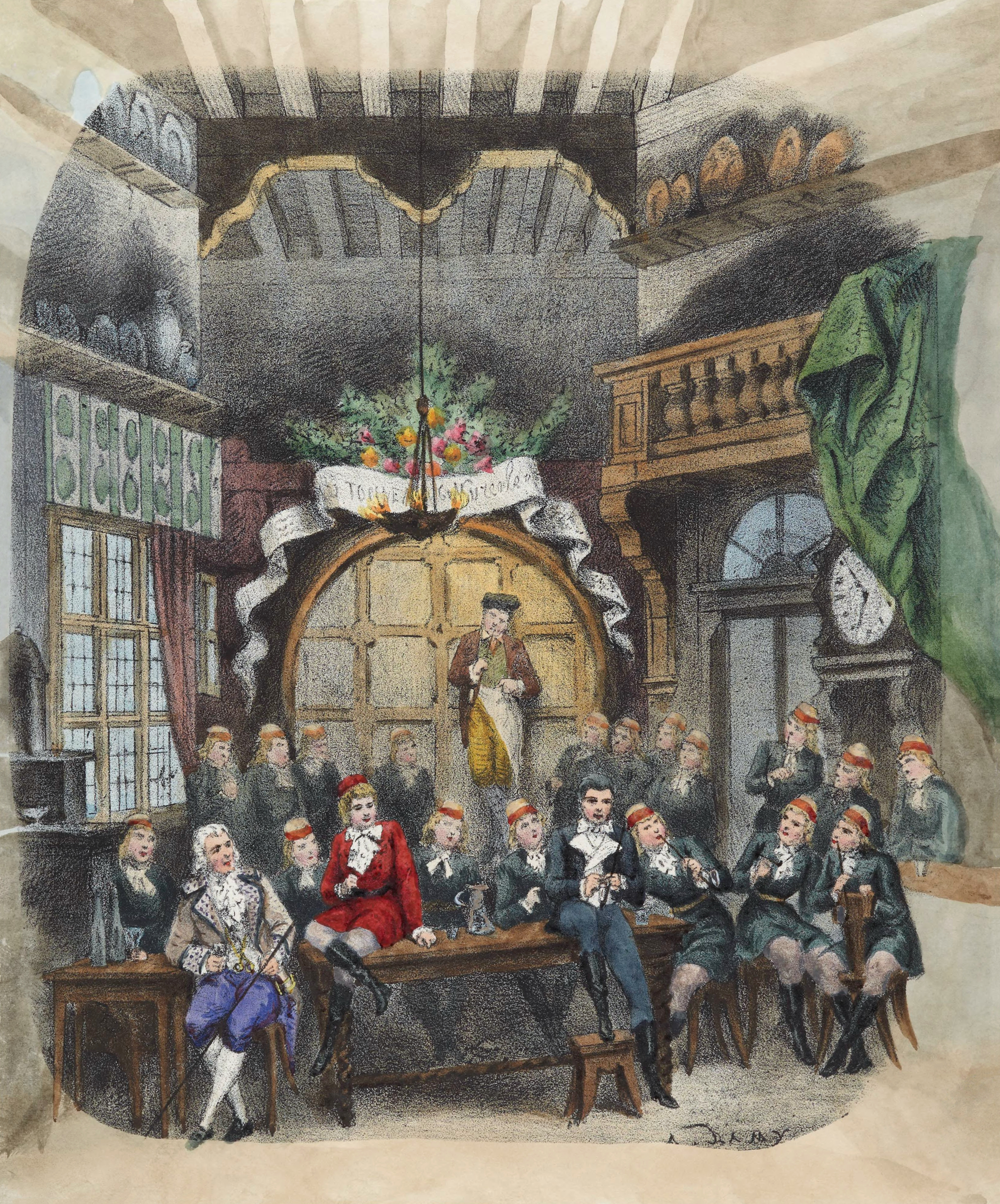
Prolog z Hoffmannových povídek (obr. Pierre-August Lamy)

Jacques Offenbach po sobě zanechal gigantické dílo, celkem více než 650 kompozic, z toho 140 scénických (pokud mezi ně počítáme i hudbu komponovanou pro činoherní představení v Théâtre Français). Kolik je ale z tohoto množství skutečných oper - a kolik je operet? Různé zdroje udávají různé počty pro tyto dva žánry. Někdo tvrdí, že Offenbach složil jedinou operu – Hoffmannovy povídky. Jiný říká, že to byly opery dvě. K výše jmenované přidává Rýnské rusalky (Die Rheinnixen). Další životopisci udávají šest oper. Jak to tedy je? Jaký klíč použít? Pokud přistoupíme na teorii, že jako skutečnou operu vnímáme pouze dílo vážné a se zpívanými recitativy, museli bychom vyškrtnout Hoffmannovy povídky. A ponechat pouze Rusalky. Což je samo o sobě absurdní, protože přítomnost mluvených dialogů není ještě známkou operety. Vzpomeňme například Bizetovu Carmen, Weberova Čarostřelce či Mozartovu Kouzelnou flétnu. Další možností je vzít v úvahu místo premiéry a za operu vyhlásit ta díla, která ji měla v tzv. „seriózních“ divadlech a ve kterých převládá zpěv nad dialogy. Pak musíme přidat k již zmíněným dvěma další čtyři: Barkouf, Robinson Crusoe, Vert-Vert a Fantasio. Specifikem Offenbachovy opéra-bouffe, na rozdíl od typické operety, je dějový posun právě v hudebních číslech. Offenbach vytvořil vlastní, zcela originální styl. Vyšel z původní francouzské opéra-comique, roztančil ji a dějově i hudebně obohatil o parodii. Je tedy jedno, jak tento styl pojmenovat. Otázkou je, zda je to vůbec důležité. Na západ od českých hranic není tato otázka kladena. Stačí se podívat na repertoár „vážených“ operních institucí. Offenbach je hrán často. Naprosto standardní součástí operního repertoáru velkých divadel jako Metropolitní opera v New Yorku nebo Vídeňská státní opera jsou Hoffmannovy povídky. Hrána v divadlech a uváděna v televizních pořadech jsou ale i jeho mnohá další díla jako Orfeus v podsvětí, Krásná Helena, Modrovous, Velkovévodkyně z Gerolsteinu nebo třeba i Pan Karfiol. Offenbachovu hudbu dávno prověřil čas a dal za pravdu jak Gioacchinovi Rossinimu, který Offenbacha nazval „Mozartem ze Champs-Elysées“, tak svým způsobem i Friedrichovi Nietzschemu, jenž v Offenbachově hudbě shledal „za určitých podmínek více génia než v hudbě Richarda Wagnera“.

### Charakter Offenbachových děl
Hudebně Offenbach vycházel především z Donizettiho a Rossiniho, ale byl také částečně ovlivněn tvorbou W. A. Mozarta, kterého velmi obdivoval. Markantní je rovněž vliv starých mistrů francouzské Opéra-comique i těch pozdějších, zejména Daniela Aubera. To vše Offenbach přetavil do vlastní hudební řeči a vytvořil zcela originální styl. Vznikla specifická „Offenbachovská škola“, která však neměla žádného přímého pokračovatele a zanikla v okamžiku smrti J. Offenbacha.
Abychom zcela porozuměli Offenbachovu hudebnímu snažení, je potřeba rovněž důvěrně znát dějiny francouzské opery, a to především z první poloviny 19. století, se zvláštním důrazem na Opéra-comique. Teprve pak pochopíme její závěrečný článek, kterým byl právě Jacques Offenbach. Bohužel, jména jako André Ernest Modeste Grétry, Félicien-César David, Adolphe Adam, Giacomo Meyerbeer, Jacques Fromental Halévy, François Adrien Boieldieu, Daniel Auber, Ferdinand Hérold či Ambroise Thomas, jsou dnes pro mnohé milovníky opery pouhými pojmy z odborné literatury.
Nejvýraznější složkou Offenbachovy hudby je melodická invence, veselost (komika) a dynamičnost. Ale to vše je pouhá slupka, která ukrývá mnoho dalších odstínů. Pokud jde o melodičnost, je Offenbach k nezastavení, doslova plýtvá hudebními nápady, které by jinému autorovi postačily na několik děl. Mnohé jeho skladby byly jedinečně komické, ale měl i významné lyricko-romantické pasáže, které nejlépe zaznívají například v La Périchole – v kouzelné „Dopisové árii“. Tentýž lyrický nádech mají i jeho méně známé skladby pro violoncello. Lyrika ovšem není u Offenbacha tak markantní a mnohdy zaniká v rámci díla pod přívalem veselí. Přesto tvoří nezanedbatelnou část jeho kompozic. Nikdy se neutápí v sentimentu a často i překvapí, jako například v Modrovousovi, kdy oproti všem zvyklostem je milostný duet veden ve velmi svižném tempu, přesto je však naplněn velkým citem a něžným vyznáním lásky.
Největším atentátem na Offenbacha je balet Gaîté Parisienne, který napsal Manuel Rosenthal v roce 1938 na základě jednotlivých Offenbachových děl a ukázky z něj jsou často ke slyšení na klasických rádiích.
Offenbachova hudba však není tak ukřičená a vulgární, jak ji M. Rosenthal předvádí. Jeho díla jsou rafinovaná, orchestrace lehká a silný dojem vytváří pomocí kontrastů tempa. Pro zvýraznění komiky používá imitování všeho možného – od hudebních nástrojů (Ba-ta-clan, Ostrov Tulipatan, Trebizondská princezna), hlasů zvířat (Valse des animeaux, Coscoletto, Romance o růži) až po kanóny a nádobí (Signor Fagotto). S oblibou rovněž cituje slavné autory (Christoph Willibald Gluck – Orfeus v podsvětí, Charles Gounod – Totův zámek, Giacomo Meyerbeer a François Adrien Boieldieu – Pan Karfiol si dovoluje pozvat ...).

### Offenbach na jevištích

#### Zahraniční jeviště
Offenbachova díla jsou dodnes velmi živá a pravidelně se objevují na světových jevištích. Nejčastěji jsou inscenována samozřejmě ta nejznámější: opera Hoffmannovy povídky a operety Orfeus v podsvětí, Krásná Helena a Pařížský život. Tato díla jsou zpravidla na repertoáru několika divadel současně. Pozadu ovšem nezůstávají ani ostatní Offenbachovy operety, včetně těch poměrně málo známých. Offenbach měl vždy dobrý čich na jevištní účinek a tak šikovný režisér dokáže vytvořit úspěšnou inscenaci z kteréhokoliv jeho většího díla či menšího dílka. V současné době mezi nejlepší offenbachovské režiséry patří Francouz Laurent Pelly, jehož inscenace Orfea v podsvětí, Pana Karfiola, Ostrova Tulipatan a Cesty na měsíc v divadle Opéra de Lyon a také Krásné Heleny, Velkovévodkyně z Gerolsteinu a Pařížského života v pařížském Théatre de Châtelet patří k tomu nejlepšímu. Ke spolupráci často zve vynikající dirigenty, například Marca Minkowského. I přes moderní režijní pojetí zůstává ve všech Pellyho nastudováních zachován Offenbachův duch. K odkazu svého úspěšného autora se rovněž v posledních letech vrací pařížská Opéra-Comique. Naposledy vypravila v roce 2011 skvělé Bandity. V minulosti nelze nevzpomenout na památné inscenace německého režiséra Waltera Felsensteina, zejména na bravurního Modrovouse, jenž v nedávné době konečně vyšel na DVD. Naproti tomu se najdou i odstrašující inscenace. Takovou byla v roce 2011 berlínská podoba Pařížského života. Byla moderní za každou cenu, jen z offenbachovských nálad v ní nezbylo nic.

#### Česká jeviště
Offenbachovy operety byly na jevištích českých měst uváděny už od roku 1859, zpočátku pouze v německém jazyce. Jako první to byly Zásnuby při lucernách a Orfeus v podsvětí.

##### Praha
První uvedení Orfea v podsvětí v Praze bylo v německém jazyce 31. prosince 1859. Česká verze měla premiéru 13. prosince 1863 v pronajatých prostorách tehdejšího Novoměstského divadla. Uvedl ji operní soubor Prozatímního divadla s dirigentem Janem Nepomukem Maýrem a v režii Josefa Svobody. Offenbachovo dílo kladně hodnotil Jan Neruda, i když měl výhrady ke kvalitě divadelního provedení. V květnu 1865 se konala v Prozatímním divadle premiéra jednoaktové operety Zásnuby při lucernách. Dirigent Adolf Čech uvedl po svém jmenování v roce 1876 v Prozatímním divadle několik Offenbachových operet (Bandité, Trebizondská princezna, Sněhulák, Pytláci, Modrovous, Krásná Helena). Velký úspěch zaznamenala na scéně Prozatímního divadla opereta Trébizondská princezna, která dosáhla většího počtu repríz než Orfeus v podsvětí.
Počátkem 20. století se Orfeus v podsvětí s velkým úspěchem hrál na scéně smíchovského divadla Aréna. Lidové divadlo Uranie v Holešovicích si Orfea zvolilo pro zahájení své operetní éry 23. června 1910.
V revuální podobě uvádělo Offenbachovy operety ve dvacátých letech 20. století v Praze Varieté (dnešní Hudební divadlo Karlín). Důraz byl kladen především na taneční složku a celkově revuální charakter inscenace. Na repertoáru byly kromě Orfea v podsvětí operety Krásná Helena a Pařížský život. Po přestavbě budovy v roce 1932, která byla uzpůsobena potřebám klasického divadla, byly Offenbachovy operety uváděny pravidelně až do konce 20. století. Divácky úspěšná bylo zejména provedení Orfea v podsvětí z roku 1971 (dirigent Milivoj Uzelac, režie Rudolf Vedral) a 1990 v režii Josefa Koníčka.
Mezi často uváděné tituly operního repertoáru Národního divadla patří Hoffmannovy povídky. Poprvé byly uvedeny v roce 1888 a před druhou světovou válkou byly nastudovány celkem šestkrát. Do roku 1939 se uskutečnilo 222 představení. Po delší přestávce se k nim divadlo vrátilo v roce 1971 (25×) a na scéně Státní opery pak v roce 1992 (27×).
V roce 2010 se hrály Hoffmannovy povídky v režii Ondřeje Havelky, premiéra: 6. března 2010, derniéra: 29. května 2013 (28 uvedení).

##### Brno
První Offenbachovou operetou uvedenou v Brně byla jednoaktovka Zásnuby při lucernách v německém divadle v roce 1859. V českém jazyce byla jako první uvedena 13.1.1885 premiéra Velkovévodkyně z Gérolsteinu v provedení Divadelní společnosti Františka Pokorného. V listopadu téhož roku byla brněnským divákům představena česká verze Orfea v podsvětí v překladu Jindřicha Böhma, která byla následně uvedena 27. listopadu1887 a 8. prosince 1890.
V roce 1886 byly v Brně uvedeny dvě Offenbachovy operety: Krásná Helena v překladu Josefa Jiřího Staňkovského a Trebizondská princezna v překladu Bohdana Kaminského. Prozatímní Národní divadlo v Brně v provedení divadelní společnosti Pavla Švandy ze Semčic uvedlo na jevišti divadla na Veveří v říjnu 1890 Offenbachova Modrovouse.
Pod hlavičkou Společnosti národního divadla v Brně a Správy Družstva českého národního divadla v Brně v čele s ředitelem Vendelínem Budilem uvedla opereta v říjnu 1893 Velkovévodkyni z Gérolsteinu. V dalších letech pak následovaly inscenace Orfeus v podsvětí (1894 a 1897) , Trébizondská princezna (1894) a Krásná Helena (1897). Všechny tři kusy byly znovu uvedeny v divadle na Veveří v prvním desetiletí 20. století. Kromě nich se v letech 1907 a 1908 objevila dvě různá nastudování operety Bandité.
V září 1918 se konala premiéra operety Madame Favart. Na scéně Městského divadla Na hradbách (dnešní Mahenovo divadlo) se v roce 1919 hrála Trébizondská princezna. Divadlo na Veveří uvedlo v dubnu 1920 jednoaktovku Zásnuby při lucernách v překladu Jindřicha Böhma a v roce 1924 Bandity v režii Oldřicha Nového. Pod jeho vedením připravilo Městské divadlo Na hradbách v červnu 1929 nové provedení Orfea v podsvětí. Operní soubor tohoto divadla uvedl Hoffmannovy povídky v letech 1928 a 1935 .
Po roce 1945 vznikl samostatný operetní soubor jako součást Státního divadla v Brně, jehož domovskou scénou se stala budova Reduty na Zelném trhu. První poválečná premiéra Offenbachova Orfea v podsvětí se konala 21. prosince 1947 pod taktovkou dirigenta Emanuela Punčocháře. Tento velký Offenbachův obdivovatel uvedl v Brně ještě Modrovouse (1949) a Krásnou Helenu (1956), která se konala již v budově Janáčkova divadla. V roce 1957 se zde objevila po dlouhé době Velkovévodkyně z Gérolsteinu.
Přelom v inscenování Offenbachových děl v Brně znamenal příchod mladého dramaturga operetního souboru Iva Osolsobě v roce 1959. V následujících letech byly jeho zásluhou s velkým úspěchem uvedeny Hoffmannovy povídky (1963), Madame Favart (1964), Orfeus v podsvětí (1965), představeny byly i méně známé kusy Coscoletto (1966) a Most vzdechů (1969). Pod titulem Offenbachiáda aneb Dva operetní příběhy pana Offenbacha byly do jednoho představení spojeny dvě jednoaktovky Dafnis a Chloe a Dobrodružství po večerce. V roce 1978 byl v nové úpravě uveden Modrovous v Redutě, v roce 1981 na scéně Janáčkovy opery Orfeus v podsvětí, v roce 1988 Krásná Helena.
Po roce 1989 uspořádala brněnská zpěvohra své první zájezdové turné s koncertním vystoupením Vivat Offenbach, složeným ze známých hudebních čísel jeho operet.
V roce 1994 se v Mahenově divadle hrál Orfeus v podsvětí, v roce 2000 Pařížský život a v roce 2003 Krásná Helena. Činnost samostatného operetního souboru v Brně byla ukončena uvedením Orfea v podsvětí v roce 2006.
Operní soubor uvedl v roce 2001 nové nastudování Hoffmannových povídek v režii Jana Kačera. V hlavních ženských rolích se představila sopranistka Marina Vyskvorkina. Dne 20. září 2019 se konala v nově otevřené Janáčkově opeře premiéra Hoffmanových povídek, kterou připravilo režisérské duo SKUTR (Lukáš Trpišovský a Martin Kukučka) s invencí sobě vlastní.

##### Ostrava
Národní divadlo Ostrava uvedlo před druhou světovou válkou tři Offenbachovy operety: Madame Favart (1919), Krásná Helena (1928, 1933) a Orfeus v Podsvětí (1928). Opera Hoffmannovy povídky se hrála v Městském divadle (dnes Divadlo Antonína Dvořáka) v sezóně 1921–1922 a v listopadu 1923 mělo premiéru nové nastudování.
Po válce připravil nově utvořený operetní soubor v říjnu 1945 nové nastudování Madame Favart. O rok později s mladým dirigentem Vladimírem Brázdou uvedl opět oblíbenou operetu Krásná Helena. V roce 1949 se konaly dvě offenbachovské premiéry: Orfeus v podsvětí a Bandité v režii Jana Pacla a pod taktovkou Vladimíra Brázdy. Ten se stal na řadu let vůdčí osobností operetní a muzikálové scény v Ostravě.
V roce 1957 se na scénu ostravského divadla vrátila Krásná Helena s Liběnou Astrovou v hlavní roli a Josefem Kobrem v roli krále Menelaa. V roce 1960 se hrál Orfeus v podsvětí na jevišti starého divadla Oldřicha Myrona a o rok později zde byla uvedena Madame Favart. Následovaly méně časté kusy, jako Velkovévodkyně z Gérolsteinu (1962), Modrovous pod názvem Šestá žena Modrovousova (1963), Pařížský život (1964) a Trebizondská princezna (1971).
V letech 1976–1986, po zničení staré budovy divadla Jiřího Myrona při požáru, působil operetní soubor v provizorních podmínkách na scéně divadla Antonína Dvořáka. Uvedl zde tři Offenbachovy operety: Bandité (1979), Orfeus v podsvětí (1981) a Madame Favart (1985).
V roce 1987 se v nově postavené budově divadla Jiřího Myrona konala premiéra operety Modrovous s Miroslavem Urbánkem v hlavní roli. Inscenace v režii Ctibora Drmely a ve výtvarném zpracování Daniela Dvořáka měla u diváků velký úspěch.
V devadesátých letech, kdy byl vedoucím operetního souboru Jiří Měřínský, byly v jeho režii uvedeny operety Pařížský život (1991), Orfeus v podsvětí (1995) a Bandité (1999). V roce 1997 byla na repertoáru Madame Favart, kterou režíroval František Preisler starší.
V červnu 2001 se ostravské publikum po padesáti letech dočkalo nového uvedení Offenbachovy Krásné Heleny. V roce 2008 proběhly v rámci úspor v divadle organizační změny. Kmenový operetní soubor byl redukován, aby mohli být na jednotlivá představení angažováni hostující umělci. Inscenování klasických operet se omezilo, přednost dostaly muzikály. V roce 2011 bylo uvedeno nové nastudování Orfea v podsvětí a v roce 2013 Krásné Heleny. Na rok 2021 se připravuje uvedení operety Madame Favart.

##### Ostatní města
- V Olomouci se poprvé hrál Orfeus v podsvětí v roce 1921 a na jeviště se vrátil ještě několikrát.[16] V sezóně 1946–1947 se v Olomouci hrála Trebizondská princezna, v českých městech vůbec poprvé ve 20. století. V roce 1965 byl uveden poprvé Rytíř Modrovous a v roce 1984 nově nastudován Orfeus v podsvětí. V roce 1992, kdy proběhly v olomouckém divadle organizační změny a operetní soubor byl sloučen s operou, byla uvedena opereta Krásná Helena. V roce 1995 se v Moravském divadle konala premiéra nového nastudování Modrovouse. Od roku 2000 se v Olomouci dávaly dvě Offenbachovy operety: Orfeus v podsvětí (2002 a 2019) a Krásná Helena (2008).[17] V roce 1985 byla uvedena opera Hoffmannovy povídky.
- Slezské divadlo v Opavě uvedlo Orfea v podsvětí (1963 a 1980), Modrovouse (1967 a 1999) a Krásnou Helenu (1993).[17]
- Jihočeské divadlo v Českých Budějovicích uvedlo operetu Orfeus v podsvětí v roce 1954 a znovu v roce 2013. V roce 1958 byla v rámci Jihočeského divadelního festivalu v Krumlově v zámecké zahradě před letohrádkem Bellarie uvedena opereta Madame Favart.[18] Na 19. červen 1974 připravilo divadlo premiéru Hoffmannových povídek.[19] V devadesátých letech pak byly nastudovány baletním souborem v taneční úpravě.[20] V roce 2018, k dvoustému výročí Offenbachových narozenin, byl 19. listopadu uspořádán slavnostní večer jeho melodií pod názvem OPERETA GALA #1.
- Divadlo F.X.Šaldy v Liberci nastudovalo pro sezónu 1947–1948 Hoffmannovy povídky,[21] které se na repertoár vrátily ještě několikrát. Naposledy v roce 2014, tentokrát ve francouzském originále. Jako vůbec první česká scéna v roce 2012 nastudovalo také méně známou Offenbachovu komickou operu Robinson Crusoé.[22] Z operetní tvorby uvedlo v rámci večera jednoaktovek 3× Offenbach v roce 1965 oblíbené tituly Zásnuby při lucernách, Děvče z Elizonda a Salon Šuflík. V osmdesátých letech byl na repertoáru Pařížský život a v roce 1997 se hrála Krásná Helena.
- V roce 2008 Offenbachovu operu Hoffmannovy povídky mohli zhlédnout diváci Severočeského divadla v Ústí nad Labem. V hlavní roli vystoupil čínský tenorista WeiLong Tao. Operetní tvorba Offenbachova byla na repertoár zařazována jen zřídka: Orfeus v podsvětí (1945 a 1997) a Modrovous (1967). V roce 2015 měla premiéru opereta Krásná Helena.[23]
- Divadlo J.K.Tyla v Plzni uvádělo Offenbachovy operety už koncem 19. století ve staré budově, kdy jako první byla provedena Dafnis a Chloe 17. října 1868.[24][25]Patřily do základního repertoáru i po otevření nové budovy v roce 1902, z nich především Orfeus v podsvětí a Krásná Helena.[26] Z pozdějšího období lze jmenovat například Pařížský život (1981, 2017) či Orfeus v podsvětí (2007). V roce 2014 byla na repertoáru opera Hoffmannovy povídky nastudovaná ve francouzském originále.

## Nahrávky

### České nahrávky
Pochopitelně největší archiv Offenbachova díla ukrývá Francouzský rozhlas, jenž pořídil nahrávky drtivé většiny skladatelových opusů. Také v Československém rozhlasu bylo nahráno množství Offenbachových děl a jsou čas od času vysílány na některé ze stanic Českého rozhlasu. Jednou z nejlepších je Modrovous se začínající Dagmar Peckovou a výtečným Františkem Filipovským v roli krále Bobeše, pod taktovkou dlouholetého šéfdirigenta HDK Miroslava Homolky. Výborné jsou rovněž nahrávky Krásné Heleny s Janou Jonášovou a opět M. Homolkou a operety Tlachalové (Žvanilové) z brněnského studia. V padesátých letech natočil Československý rozhlas i několik jednoaktovek: Manžel za dveřmi, Čarovné housle (Šumař), Pan Karfiol… (Pan Koniklec přijímá), hudebně vcelku vydařené (dirigent V. A. Vipler), ale s diletantským překladem. Nejhůře ovšem dopadly Král Mrkev (Král Velikáš) a Cesta na měsíc, ze kterých východoněmečtí upravovatelé vyrobili neuvěřitelné, komunistické agitky. I takové „perly“ jsou k nalezení v archivu ČRo. Také v archivu Československé televize je několik inscenací, nejlepší z nich jsou Bandité v režii Františka Filipa. V ostravském televizním studiu neúnavný propagátor operety a velký ctitel Offenbacha Vladimír Brázda natočil rovněž několik jednoaktovek. Nejlépe dopadla jednoaktová opéra-comique Pán a paní Denisovi, ač je hudebně velmi zkrácena. Nelze opomenout ani černobílý, dnes již legendární, dvoudílný cyklus Papá Offenbach, který uváděl (a také v něm zpíval) nezapomenutelný Miloš Kopecký.
Offenbachova hudba je rovněž k dispozici na CD a DVD, většinou zahraniční provenience. Jediným českým zástupcem je pouze výběr Supraphonu Hity papá Offenbacha, vycházející právě z nahrávek Československého rozhlasu. Z komerčních nahrávek lze rozhodně doporučit záznamy divadelních představení tvůrčího týmu Pelly – Minkowski a to jak na CD, tak DVD: Orfeus v podsvětí, Krásná Helena a Velkovévodkyně z Gerolsteinu. Britské vydavatelství Opera rara vydalo v nedávné době zdařilou nahrávku komické opery Vert-Vert, výběr Entre nous, sestavený z málo známých Offenbachových děl a konečně vynikající nahrávku zapomenuté, ale hudebně velmi zdařilé tříaktové opéra comique Fantasio v kritické edici J.Ch.Kecka.

### Zahraniční nahrávky
Z dalších dostupných nahrávek stojí určitě za pozornost:
- Barbe-Bleue (Modrovous), Jean Doussard (dir.) – Bourg
- Les Bavards (Tlachalové) a Ba-ta-clan, Marcel Couraud (dir.) – Erato, 1967
- La Chanson de Fortunio (Fortuniova píseň), Lischen et Fritzchen (Lízinka a Fricek) a La Leçon de chant électromagnétique (Elektromagnetické lekce zpěvu) – Bourg
- Madame l'Archiduc (Paní Arcivévoda), Jean-Claude Hartemann (dir.) – Musidisc
- La Créole (Kreolka), Marcel Cariven (dir.) – Bourg (verze z roku 1934, chybí 13 hudebních čísel. Nově instrumentováno)
- Croquefer ou le Dernier des paladins (Croquefer, aneb poslední z paladýnů), Alfred Walter (dir.) – TPL
- Tromb-al-ca-zar, Alfred Walter (dir.) – TPL
- L'Île de Tulipatan (Ostrov Tulipatan), Emmanuel Koch (dir.) – TPL
- Geneviève de Brabant (Geneviéva z Brabantu), Marcel Cariven (dir.) – Bourg
- La Fille du tambour-major (Dcera plukovního tambora) – Accord, 1962
- Madame Favart, Marcel Cariven (dir.) – Musidisc
- La Périchole, Alain Lombard (dir.) – Erato 1992
- Le Pont des soupirs (Most vzdechů), Jean Doussard (dir.) – Bourg
- La Vie parisienne (Pařížský život) – EMI 1976
- Les Brigands (Bandité), John Eliot Gardiner (dir.) – EMI, 1989
- Les Contes d'Hoffmann (Hoffmannovy povídky), Kent Nagano (dir) – Erato, 1996
- Le Financier et le Savetier, et autre délices (Příštipkář a finančník), Jean-Christophe Keck (dir.) – Accord, 2007
- Die Rheinnixen (Rýnské rusalky), Friedemann Layer (dir.) – Accord, 2003
- Pomme d'Api (Panenské jablíčko); Monsieur Choufleuri (Pan Karfiol); Mesdames de la Halle (Dámy z tržnice), Manuel Rosenthal (dir.) – EMI, 1983
- Concerto pour violoncelle et orchestre « Concerto militaire », Jérôme Pernoo (violoncello) – Archiv Produktion, 2006
- Le Papillon (balet Motýl), Richard Bonynge (dir.) – Decca, 1973

Kromě výše uvedených samozřejmě existuje mnoho dalších, jak oficiálních, tak i nekomerčních audio a video nahrávek děl Jacquesa Offenbacha.

## Seznam hudebně dramatické tvorby

### 1839–1859
- Pascal et Chambord, Pascal a Chambord (1839)
- Le Moine bourru, ou Les Deux Poltrons, Tajemný mnich aneb Dva zbabělci (1843)
- Meuniére et Fermiére, Statkářka a mlynářka (1846)
- Citrouillard en desert, Pan Prosťáček na poušti (1846)
- L’Alcôve, Přístěnek (1847)
- Marielle, oder Sergeant und Commandant, Mariela aneb Seržant a plukovník (1849)
- Un mariage sous la Régence, Svatba v zastoupení (1847)
- Le Joueur de flûte, Flétnista (1850)
- Valéria (1851)
- Mlle de la Seigliére, Slečna Žito (1851)
- Le Malade imaginaire, Zdravý nemocný, scénická hudba (1852)
- Le Bonhomme Jadis, Stařec (1852)
- Le Barbier de Séville, Lazebník sevillský, scénická hudba (1852)
- Le Mariage de Figaro, Figarova svatba, scénická hudba (1852)
- Le trésor à Mathurin, Mathurinův poklad (1853)
- Murillo, ou La Corde du pendu, Murillo aneb Provaz oběšencův, scénická hudba (1853)
- Pépito, Pepito (Děvče z Elizonda, 1853)
- Romulus, scénická hudba (1854)
- Luc et Lucette, Luc a Lucette (1854)
- Le Songe d’une nuit d’hiver, Sen zimní noci, scénická hudba (1854)
- Le Décaméron ou la Grotte d’Azur, Dekameron aneb Azurová jeskyně (1855)
- Oyayaye, ou la Reine des Îles, Ojajaje, aneb královna ostrovů (1855)
- Entrez, Messieurs, Mesdames, Vstupte, pánové a dámy (1855)
- Les Deux Aveugles, Dva slepci (1855)
- Une nuit blanche, Probdělá noc (1855)
- Arlequin barbier, Harlekýn holičem (1855)
- Le Réve d’une nuit d’été, Sen letní noci (1855)
- Pierrot clown, Pierot klaunem (1855)
- Le Violoneux, Čarovné housle (1855)
- Polichinelle dans le monde, Polichinel ve společnosti (1855)
- Madame Papillon, ou le jeune homme d’en face, Paní Motýlek aneb Mladý muž od naproti (1855)
- Paimpol et Périnette, Paimpol a Perinetta (1855)
- Ba-ta-clan (1855)
- Trafalgar (1855) společně s E. L’Épinem
- Béranger à l’académie, Béranger v akademii (1856)
- Un postillon en gage, Postilion v zástavě (1856)
- Le Berceau, Ukolébavka (1856)
- La Paix de monde, Mír (1856)
- Tromb-al-ca-zar, ou Les Criminels dramatiques, Tromb-al-ca-zar aneb Dramatičtí zločinci (1856)
- La Rose de Saint-Flour, Růže ze Saint-Flouru (1856)
- Le Dragées du baptême, Cukrlátka ke křtu (1856)
- Les Bergers de Watteau, Watteauovi pastýři (1856)
- Le 66, Číslo 66 (1856)
- Le Financier et le Savetier, Finančník a příštipkář (1856)
- La Bonne d’enfant, Chůva (1856)
- Les Trois Baisers du diable, Tři ďáblovy polibky (1857)
- L’Enfant Trouvère, Mladý trubadúr (1857)
- Croquefer, ou le Dernier des Paladins, Rytíř Chrupželezo aneb Poslední z paladinů (1857)
- Dragonette, (1857)
- Vent du Soir ou L'Horrible Festin, Večerní vítr aneb Strašlivá hostina (1857)
- Une demoiselle en loterie, Slečna v loterii (1857)
- Le Mariage aux lanternes, Zasnoubení při lucernách (1857)
- Les Deux Pêcheurs, Dva rybáři (1857)
- Le Petits Prodiges, Zázračná dítka (1857)
- Bruschino, Nevrlínek – úprava Rossiniho jednoaktovky (1857)
- Mesdames de la Halle, Dámy z tržnice (1858)
- La Chatte métamorphosée en femme, Kočka proměněná v ženu (1858)
- Orphée aux Enfers, Orfeus v podsvětí – 1. verze (1858)
- Un mari à la porte, Manžel za dveřmi (1859)
- Les Vivandières de la Grande Armée, Markytánky Velké armády (1859)
- Geneviève de Brabant, Genovefa z Brabantu – 1. verze (1859)

### 1860–1867
- Le carnaval de revues, Karneval revuí – součástí skeče Hudebník budoucnosti, parodie na R. Wagnera (1860)
- Daphnis et Chloé, Daphnis a Chloé (1860)
- Le Papillon, Motýl (balet) (1862)
- Barkouf, (1860)
- La Chanson de Fortunio, Fortuniova píseň (1861)
- Les Musiciens de l’orchestre, Hráči (společně s L.Délibesem) (1861)
- Le Pont des soupirs, Most vzdechů (1861)
- Monsieur Choufleuri, restera chez lui le..., Pan Karfiol si dovoluje pozvat... (1861)
- Apothicaire et Perruquier, Lékárník a holič (1861)
- Le Roman comique, Komický román (1861)
- Monsieur et Madame Denis, Pán a paní Denisovi (1862)
- Le Voyage de MM.Dunanan, père et fils, Cesta pánů Dunananových, otce a syna (1862)
- Bavard et Bavarde, Tlachal a Tlachalka (1862)
- Jacqueline (1862)
- Les Bavards, Tlachalové – dvouaktová verze Bavard et Bavarde (1863)
- Le Brésilien, Brazilec (1863)
- Il signor Fagotto, Signor Fagotto (1863)
- Lischen et Fritzchen, Lízinka a Fricek (1863)
- L’Amour chanteur, Láska zpěvákem (1864)
- Die Rheinnixen, Rýnské rusalky (1864)
- Les Géorgiennes, Georgičanky, též Krásné Gruzínky (1864)
- Jeanne qui pleure et Jean qui rit, Jana pláče a Jan se směje (1864)
- Le Soldat magicien, Voják čarodějem (1864)
- La Belle Hélène, Krásná Helena (1864)
- La fille de L’Air, Dcera vzduchu (1864)
- Coscoletto, ou le lazzarone, Coscoletto, aneb povaleč (1865)
- Les refrains de Bouffes, Refrény Bouffes (1865)
- Les Bergers, Pastýři (1865)
- Barbe-Bleue, Modrovous (1866)
- La Vie parisienne, Pařížský život (1866)
- Les chaines des fleurs, Řetězy květů (1866)
- La Grande-duchesse de Gérolstein, Velkovévodkyně z Gerolsteinu (1867)
- La permission de dix heures, Dovolenka po večerce (1867)
- Le Leçon du chant éléctromagnétique, Elektromagnetická lekce zpěvu (1867)
- Robinson Crusoé (1867)

### 1868–1881
- Geneviève de Brabant, Genovefa z Brabantu – 2.verze (1868)
- Le Château de Toto, Totův zámek (1868)
- Le fifre enchanté, ou le soldat Magicien, Okouzlená píšťala, aneb Voják čarodějem (1868)
- L'Île de Tulipatan, Ostrov Tulipatan (1868)
- La Périchole, Perikola (1868) opereta o třech jednáních na námět hry Prospera Merimée Kočár nejsvětější svátosti (Le Carrosse du Saint-Sacrement). Libreto: Ludovic Halévy a Henri Meilhac.
- Vert-Vert, Kakadu (1868)
- La Diva, Diva(1869)
- La Princesse de Trébizonde, Trebizondská princezna (1869)
- Les Brigands, Bandité (1869)
- La Romance de la rose, Romance o růži (1869)
- Dorothea (1869)
- Boule de Neige, Sněhová koule, Sněhulák (1871)
- Le Roi Carotte, Král Mrkev (1872)
- Fantasio (1872)
- Fleurette, oder Näherin und Trompeter Fleuretta, aneb švadlenka a trubač (1872)
- Der schwarze Korsar, Černý korzár (1872)
- Les Braconniers, Pytláci (1873)
- Le Gascon, Gaskoněc (1873)
- Pomme d'Api, Panenské jablíčko (1873)
- La Jolie Parfumeuse, Hezká voňavkářka (1873)
- Orphée aux Enfers, Orfeus v podsvětí – 2 verze, opéra féerie 4 akty, 12 obrazů (1874)
- Bagatelle, Bagatela (1874)
- Orphée aux Enfers, Orfeus v podsvětí – 3.verze, opéra féerie, 4 akty, 22 obrazů (1874)
- Madame l'Archiduc, Paní Arcivévoda (1874)
- La Haine, Nenávist (1874)
- Whittington and his Cat, Whittington a jeho kočka (1875)
- Les Hannetons, Ztřeštěnci (1875)
- La Chatte blanche, Bílá kočka (1875)
- La Boulangère a des écus, Pekařka má tolary (1875)
- La Créole, Kreolka (1875)
- Le Voyage dans la lune, Cesta na Měsíc (1875)
- Tarte à la Crème, Šlehačkový dort (1875)
- Pierrette et Jacquot, Petřička a Žak (1876)
- La boîte au lait, Mlékařka a hrnec mléka (1876)
- Docteur Ox, Doktor Ox (1877)
- La Foire Saint-Laurent, Trh Svatého Vavřince (1877)
- Mâitre Péronilla, Advokát Peronilla (1878)
- Madame Favart (1878)
- La Marocaine, Maročanka (1879)
- La fille du Tambour-Major, Dcera plukovního tambora (1879)
- La Belle Lurette, Krásná Luretta (1880), uvedeno po smrti autora
- Les Contes d'Hoffmann, Hoffmannovy povídky (1881, uvedeno po smrti autora)
- Mademoiselle Moucheron, Slečna Muška (1881, uvedeno po smrti autora)
- Le Chat du Diable, Ďáblova kočka (1881, uvedeno po smrti autora)